# سويت هوم ألاباما
سويت هوم ألاباما (بالإنجليزية: Sweet Home Alabama)‏ هو فيلم كوميدي تم إنتاجه في الولايات المتحدة وصدر في سنة 2002. الفيلم من إخراج أندي تننت من بطولة ريس ويذرسبون وجوش لوكاس وباتريك ديمبسي وكانديس بيرغن وميلاني لينسكي.

## القصة
تدور القصة حول امراة شابة تهرب من زوجها في ولاية ألاباما، وتعيد ابتكار نفسها كشخصية اجتماعية من نيويورك.

## الميزانية والإيرادات
بلغت تكلفة إنتاج الفيلم حوالي 30 مليون دولار بينما حقق إيرادات تقدر بـ 180.6 مليون دولار.

## وصلات خارجية
- سويت هوم ألاباما على موقع IMDb (الإنجليزية)
- سويت هوم ألاباما على موقع ميتاكريتيك (الإنجليزية)
- سويت هوم ألاباما على موقع روتن توميتوز (الإنجليزية)
- سويت هوم ألاباما على موقع نتفليكس (الإنجليزية)
- سويت هوم ألاباما على موقع قاعدة بيانات الأفلام العربية
- سويت هوم ألاباما على موقع ألو سيني (الفرنسية)
- سويت هوم ألاباما على موقع Turner Classic Movies (الإنجليزية)
- سويت هوم ألاباما على موقع أول موفي (الإنجليزية)
- سويت هوم ألاباما على موقع بوكس أوفيس موجو (الإنجليزية)
- سويت هوم ألاباما على موقع فيلمافينيتي (الإسبانية)